# 到家
《到家》是由独立工作室Fullbright Company开发与发行的第一人称冒险游戏。本作2013年登陆Windows、Linux和macOS平台， 2016年登陆在Playstation 4和Xbox One平台，2018年由安纳布尔纳互动先后發行在任天堂Switch和iOS平台上。
《到家》获多项奖项与提名。如2013年独立游戏节之「最佳叙事」提名、多边形网站2013年之年度游戏，游戏开发者选择奖2014年「年度游戏」提名。